# 维拉帕克 (伊利诺伊州)
维拉帕克（英語：Villa Park）是位於美國伊利諾伊州杜佩奇縣的一個村落。

## 地理
维拉帕克的座標為41°53′19″N 87°58′40″W / 41.88861°N 87.97778°W，而該地最高點為海拔高度206米（即676英尺）。

## 人口
根據2010年美國人口普查的數據，维拉帕克的面積為12.33平方千米，當中陸地面積為12.21平方千米，而水域面積為0.12平方千米。當地共有人口21,904人，而人口密度為每平方千米1,776人。